# Apseudes lagenirostris
Apseudes lagenirostris är en kräftdjursart som beskrevs av Lang 1986. Apseudes lagenirostris ingår i släktet Apseudes och familjen Apseudidae. Inga underarter finns listade i Catalogue of Life.